# Acantholeucania curvula
Acantholeucania curvula là một loài bướm đêm trong họ Noctuidae.